# Torymoides aligherini
Torymoides aligherini är en stekelart som först beskrevs av Girault 1927.  Torymoides aligherini ingår i släktet Torymoides och familjen gallglanssteklar. Inga underarter finns listade i Catalogue of Life.